# Hunter Warner
Hunter Warner, né le 21 septembre 1995 à Cambridge dans l'État du Minnesota (États-Unis), est un joueur professionnel américain de hockey sur glace. Il évolue au poste de défenseur. Il est le fils de Jeffrey Warner, alias J. W. Storm (en), ancien catcheur professionnel puis boxeur.

## Biographie
Il nait à Cambridge, dans l'État américain du Minnesota, et grandit non loin de là, dans la ferme familiale de Pine City. Ses parents, Jeffrey et Jennifer Warner, sont co-pasteurs de l'Église Rock Church dans la ville de Bloomington. Son père est également un ancien catcheur professionnel dans la World Championship Wrestling, connu sous le pseudonyme J. W. Storm (en). Hunter est le deuxième enfant parmi quatre garçons, tous très grands et sportifs,.
Il commence le hockey sur glace au sein de l'équipe locale, avant de partir à 16 ans étudier et jouer pour le lycée (high school) de la ville d'Eden Prairie, à 140 km de sa famille. Il y joue près de deux saisons, pendant lesquelles il dispute 49 matches, et est déjà remarqué tant pour son engagement physique qu'en tant que premier passeur.
Il quitte Eden Prairie pendant la saison 2012-2013 pour rejoindre les Black Hawks de Waterloo, en USHL, le niveau junior le plus élevé des États-Unis. Au cours de la saison suivante, il change encore d'équipe pour rejoindre le Force de Fargo, également en USHL. À 19 ans, il décide alors de quitter les États-Unis pour le Canada, pour évoluer avec les Raiders de Prince Albert dans la Ligue de hockey de l'Ouest, ligue junior majeur qui fait partie de la Ligue canadienne de hockey. Après une première saison interrompue prématurément par une blessure de l'épaule, il y reste une deuxième, au cours de laquelle il joue 72 matches de saison régulière et 4 de séries éliminatoires et est crédité de 21 points, dont 3 buts et 18 mentions d'aide,.
À la fin de la saison 2015-2016, alors qu'il est admis à l'Université d'État du Minnesota à Mankato et n'est pas repêché en LNH, le Wild de l'Iowa, équipe de la capitale de l'État Des Moines et club-école du Wild du Minnesota, l'invitent à faire un essai au cours de leur camp d'entrainement. Il est contraint de renoncer à son admission à l'université pour y participer, mais choisit tout de même de le faire, précisant à la presse qu'il veut devenir professionnel et voit cette invitation comme « un pari risqué qui peut rapporter gros ». Il joue les trois derniers matches de la saison de LAH avec le Wild pour préparer le camp, puis est sélectionné pour intégrer l'équipe,.
Warner reste cinq ans dans l'Iowa, où il joue 193 matches de saison régulière et 11 de séries éliminatoires, mais sa dernière saison, la 2020-2021, est tellement impactée par la pandémie de Covid-19 qu'il ne dispute qu'un seul match. Il décide alors d'arrêter sa carrière de joueur de hockey pour devenir boxeur professionnel, sport que pratiquent déjà son frère ainé Colt et son père après la fin de sa carrière de catcheur,.
Un an plus tard, il choisit finalement de revenir au hockey sur glace, et après un camp d'entrainement avec le Wild, part pour l'Europe où il s'engage avec les Boxers de Bordeaux, en Ligue Magnus.
Le 18 janvier 2023, le club résilie son contrat, indiquant dans un communiqué n'avoir plus de nouvelles du joueur depuis le 18 décembre 2022.

## Statistiques
Pour la signification des abréviations, voir statistiques du hockey sur glace.
| Saison    | Équipe                   | Ligue        |    | Saison régulière | Saison régulière | Saison régulière | Saison régulière | Saison régulière | Saison régulière |   | Séries éliminatoires | Séries éliminatoires | Séries éliminatoires | Séries éliminatoires | Séries éliminatoires | Séries éliminatoires |
| Saison    | Équipe                   | Ligue        | PJ | B                | A                | Pts              | Pun              | +/-              | PJ               | B | A                    | Pts                  | Pun                  | +/-                  |                      |                      |
| 2012-2013 | Black Hawks de Waterloo  | USHL         | 6  | 0                | 1                | 1                | 7                | -5               | -                | - | -                    | -                    | -                    | -                    |                      |                      |
| 2013-2014 | Black Hawks de Waterloo  | USHL         | 7  | 0                | 0                | 0                | 2                | -1               | -                | - | -                    | -                    | -                    | -                    |                      |                      |
| 2013-2014 | Force de Fargo           | USHL         | 43 | 2                | 10               | 12               | 125              | -6               | -                | - | -                    | -                    | -                    | -                    |                      |                      |
| 2014-2015 | Raiders de Prince Albert | LHOu         | 24 | 0                | 3                | 3                | 25               | -7               | -                | - | -                    | -                    | -                    | -                    |                      |                      |
| 2015-2016 | Raiders de Prince Albert | LHOu         | 72 | 3                | 18               | 21               | 78               | +1               | 4                | 0 | 0                    | 0                    | 11                   | -4                   |                      |                      |
| 2015-2016 | Wild de l'Iowa           | LAH          | +3 | 0                | 1                | 1                | 2                | +1               | -                | - | -                    | -                    | -                    | -                    |                      |                      |
| 2016-2017 | Wild de l'Iowa           | LAH          | 52 | 2                | 5                | 7                | 57               | -1               | -                | - | -                    | -                    | -                    | -                    |                      |                      |
| 2017-2018 | Wild de l'Iowa           | LAH          | 37 | 0                | 3                | 3                | 25               | -3               | -                | - | -                    | -                    | -                    | -                    |                      |                      |
| 2018-2019 | Wild de l'Iowa           | LAH          | 73 | 1                | 6                | 7                | 97               | +7               | 11               | 1 | 3                    | 4                    | 2                    | +5                   |                      |                      |
| 2019-2020 | Wild de l'Iowa           | LAH          | 27 | 1                | 0                | 1                | 30               | -3               | -                | - | -                    | -                    | -                    | -                    |                      |                      |
| 2020-2021 | Wild de l'Iowa           | LAH          | 1  | 0                | 0                | 0                | 0                | -3               | -                | - | -                    | -                    | -                    | -                    |                      |                      |
| 2022-2023 | Boxers de Bordeaux       | Ligue Magnus | 18 | 1                | 2                | 3                | 54               | +1               | -                | - | -                    | -                    | -                    | -                    |                      |                      |